# Шуф, Александр Карлович
Александр Карлович Шуф (1837—1884/1885) — русский историк и юрист.

## Биография
Среднее образование получил в одной из Московских гимназий[какой?].
После окончании в 1859 году со степенью кандидата прав юридического факультета Московского университета с 25-го января 1862 года преподавал историю во 2-й московской гимназии.
С 1870 года был присяжным поверенным округа Московской судебной палаты.
В разных периодических изданиях был напечатан ряд его статей, касающихся преподавания истории в средних учебных заведениях, в числе которых: «О преподавании истории в гимназии» («Приложение к циркуляру по Моск. учебн. округу». — 1868. — № 9). Им были составлен учебник русской истории «для младшего возраста»: «Рассказы и биографические очерки из русской истории» (М.: тип. А. И. Мамонтова и К°, 1869; М.: Бр. Салаевы, 2-е изд., с изм. и доп., 1870; 3-е изд., с изм. и доп., 1873; 4-е изд., с изм. и доп., 1875; 5-е изд.. 1877; 6-е изд., 1883; 7-е изд., испр. и доп., 1887; 8-е изд., испр. и доп., 1893).
Умер в Москве 25 декабря 1884 (6 января 1885) года.